# Neomitranthes amblymitra
Neomitranthes amblymitra är en myrtenväxtart som först beskrevs av Karl Ewald Maximilian Burret, och fick sitt nu gällande namn av Joáo Rodrigues de Mattos. Neomitranthes amblymitra ingår i släktet Neomitranthes och familjen myrtenväxter. Inga underarter finns listade i Catalogue of Life.